# Nailed By the Hammer of Frankenstein
«Nailed By the Hammer of Frankenstein» — первый сингл группы Lordi из седьмого альбома Scare Force One. В цифровом формате сингл вышел 18 сентября 2014 года, также вышло видео, содержащее текст песни и иллюстрации, которые отображают содержание песни. 
«Nailed By the Hammer of Frankenstein» стала песней, которая исполняется в первую очередь в рамках тура «Tour Force One 2015».

## Список композиций
1. «Nailed By the Hammer of Frankenstein» — 3:18

## Участники записи
- Mr. Lordi — вокал
- Amen — гитара
- OX — бас-гитара
- Hella — клавишные
- Mana — ударные